# Калинівка (Луцький район)
Кали́нівка (МФА: [kɐˈɫɪɲiu̯kɐ] ( прослухати)) — село в Україні, у Луцькому районі Волинської області. Входить до складу Колківської селищної громади. Населення становить 174 особи.

## Географія
Село розташоване на правому березі річки Рудка.

## Історія
12 червня 2020 року, відповідно до розпорядження Кабінету Міністрів України № 708-р «Про визначення адміністративних центрів та затвердження територій територіальних громад Волинської області», село увійшло у склад Колківської селищної громади.
19 липня 2020 року, в результаті адміністративно-територіальної реформи та ліквідації  Маневицького району, село увійшло до складу новоутвореного Луцького району.

## Населення
Згідно з переписом УРСР 1989 року чисельність наявного населення села становила 172 особи, з яких 74 чоловіки та 98 жінок.
За переписом населення України 2001 року в селі мешкали 173 особи. 100 % населення вказало своєю рідною мовою українську мову.